# Sínodo de Skänninge
El Sínodo de Skänninge fue una asamblea eclesiástica celebrada en la localidad de Skänninge (Suecia) en 1248. Es considerado por muchos como uno de los acontecimientos más importantes para el catolicismo sueco.  El sínodo fue convocado con el objetivo de regular la estructura de la recién formada Iglesia cristiana en Suecia. En la asamblea participaron los más altos funcionarios eclesiásticos suecos, así como una representación del poder temporal de la primitiva Iglesia católica, representada por Birger Jarl y algunos enviados del Papa, cuyo liderazgo fue representado por Guillermo de Módena .
El motivo último del sínodo fue el hecho de que la ciudad de Lund había obtenido el título de sede metropolitana de todos los países del norte de Europa (1104), separándose definitivamente de la diócesis de la que dependía hasta entonces, la arquidiócesis de Bremen-Hamburgo.
El sínodo promulgó una serie de decisiones que serían fundamentales en la historia posterior de la Iglesia de Suecia. Birger Jarl, por ejemplo, cuyo hijo Valdemar se convertiría en rey de Suecia en los años siguientes, logró obtener, con el apoyo de la Iglesia, la introducción del derecho romano y la supresión de muchas normas que se remontaban a la época vikinga . En cuanto a las innovaciones estrictamente ligadas a la vida eclesiástica, en los países nórdicos también se introdujo el uso del derecho canónico, como ocurrió en el resto de países de la órbita católica; se impuso el celibato a quienes querían ser sacerdotes y, por último, se declaró la independencia de la Iglesia católica respecto de los estados implicados. En este sentido se decidió que el arzobispo fuera elegido por el cabildo catedralicio y no personalmente por el soberano, como ocurría en el pasado.
El de 1248 fue el primer sínodo de la provincia eclesiástica sueca, que incluía la archidiócesis de Upsala y sus seis sufragáneos: Linköping, Skara, Strängnäs, Västerås, Växjö y Åbo (en la actual Finlandia ).